# Фонологический инвентарь
Фонологический инвентарь — набор противопоставленных фонем или других сегментов, встречающихся в языке или диалекте. В жестовых языках фонологический инвентарь включает различные формы кисти и ориентации кисти в пространстве, места выполнения жеста, траектории движения, а также немануальные компоненты; в звучащих языках в инвентарь помимо фонем также часто включают суперсегментные единицы — интонацию, ударение и так далее.

## Общие соображения
|                          | Губно-губные | Губно-зубные | Зубные    | Альв.    | Палат.  | Заднеяз. | Глотт. |
| ------------------------ | ------------ | ------------ | --------- | -------- | ------- | -------- | ------ |
| Взрывные                 | /p/ /b/      |              | /t/ /d/   |          | /c/ /ɟ/ | /k/ /g/  |        |
| Носовые                  | /m/          |              | /n/       |          | /ɲ/     | (ŋ)      |        |
| Дрожащие                 |              |              |           | /r/      |         |          |        |
| Аффрикаты                |              |              | /t͡s/ /d͡z/ | /ʧ/ /dʒ/ |         |          |        |
| Фрикативные              |              | /f/ /v/      | /s/ /z/   | /ʃ/ /ʒ/  |         | /x/ (ɣ)  | /ɦ/    |
| Скользящие аппроксиманты | (w)          |              |           |          | /j/     |          |        |
| Боковые                  |              |              |           | /l/      | /ʎ/     |          |        |

Фонологический инвентарь ограничен физиологией человека. Овладевание языком требует усвоения его фонологическим инвентарём. Способность человеческих языков формировать сообщения с собственным значением из элементов, не обладающих таковым, именуется двойным членением.
При определении фонологического инвентаря языка лингвисты анализируют поток речи и выявляют в нём контрастирующие сегменты, которые и составляют инвентарь. При этом контраст обычно бывает слегка несовершенным. Классическая модель контраста — выделение дифференциальных признаков, таких как звонкость, место и способ образования согласного: звуки [b] и [p] совпадают в месте (оба губные), способе образования (оба взрывные), отличаясь только по звонкости: [p] — глухой звук. При этом выделение сегментов испытывает сильные колебания в зависимости от навыка лингвиста, фонетического слуха, а также от поддерживаемых теорий, из-за чего делать выводы в результате сравнения инвентарей, сделанных разными людьми, может быть крайне тяжело.
Обычно фонологические инвентари звучащих языков представляют в виде таблиц: в таблицах согласных на оси абсцисс показаны места артикуляции, расположенные слева направо от губ к глотке, а на оси ординат отмечены виды артикуляции; в таблицах гласных на оси абсцисс изображается ряд, а на оси ординат — подъём гласного звука. Инвентари помещают в грамматики языков, словари и другие научные и справочные материалы.

## Типологические аспекты
Теоретическая фонология всегда содержала типологический компонент. Изучение фонологических инвентарей началось с наблюдения: сегменты встречаются в языках с разной частотой. Так, фонемы /a/, /i/, /t/, /k/, сжатый кулак (в жестовых языках) появляются почти в каждом языке; фарингальные согласные характерны для семитской, кушитской и берберской ветвей афразийской семьи, тональные языки в основном сгруппированы в Африке южнее Сахары и в Юго-Восточной Азии, а фонема /ꞎ/ зафиксирована лишь в единичных языках, таких как иааи и тода.
Чем реже встречается сегмент, тем более он маркирован. Кроме того, маркированность имеют и целые классы сегментов: носовые гласные более маркированны, чем оральные, причём, хотя известно множество языков с одними оральными гласными, не найдено ни одного языка с одними только назальными гласными; аналогичное наблюдение было сделано в отношении глухих и звонких согласных. С другой стороны, во многих языках банту, в том числе в зулу, нет «обычных» немаркированных непридыхательных неабруптивных взрывных согласных /p/, /t/, /k/, там абруптивные взрывные /pʼ/, /tʼ/, /kʼ/ противопоставлены глухим придыхательным /pʰ/, /tʰ/, /kʰ/, а во многих австралийских языках нет фрикативных согласных.
Один из важных вопросов, стоящих перед лингвистической типологией, — гипотеза компенсации: согласно ей, сложность одного аспекта грамматики языка компенсируется простотой какого-то другого аспекта. Исследования фонологических инвентарей показали, что большое количество гласных положительно коррелирует с общим количеством сегментов, и что в целом сложность одного аспекта фонологии скорее означает сложность и других аспектов, а не наоборот.

## Базы данных
Первая компьютеризированная база данных фонологических инвентарей — «Стэнфордский фонологический архив», содержит данные для 200 языков. Затем появилась «База данных фонологических сегментов UCLA», созданная Иэном Мэддисоном; с её помощью Мэддисон продемонстрировал границы вариативности фонологических инвентарей: наименьшие известные инвентари включают 11 фонем (пирахан и ротокас), а наибольший — 141 (один из идиомов жу); в большинстве языков при этом 20—27 сегментов, из них 6 гласных. Позже были созданы и другие подобные БД.
Базы данных позволяют проводить количественные исследования, например, выявлять ареальные признаки (так многие языки Центральной и Южной Африки имеют тон), изучать влияние нелингвистических факторов на фонологические инвентари и проверять гипотезы о лингвистических универсалиях.

## Усвоение языка
Слышащие дети начинают усваивать фонологический инвентарь (или инвентари, если вокруг говорят на нескольких языках) ещё в утробе. Новорождённые отличают голос матери от других голосов в первые сутки после рождения; к концу первого года после рождения у детей снижается чувствительность к фонетическим особенностям языков, на которых не говорят вокруг них, также в это время они уже способны делить поток речи на слова, хотя производство речи на том же уровне, что у взрослых, занимает много лет.
Обучение речи сильно варьирует между разными детьми, хотя в целом можно сказать, что в первый год оно проходит общие для всех стадии: вегетативные звуки (постанывание, кряхтение, чихание) и плач в первые 6—8 недель жизни, затем развитие лимбической системы позволяет выражать базовые эмоции неречевыми звуками, которые постепенно начинают звучать как гласные звуки речи к 12-й неделе (гуление). В районе 16 недель дети вступают в стадию певучего гуления: они смеются, пищат, ворчат, а ближе к 30 неделям как у слышащих, так и у глухих детей начинается стадия лепета: сначала отдельных слогов («ба», затем цепочек повторяющихся слогов («бабаба»), и наконец цепочек разных слогов («бага»); на поздних стадиях лепета глухие дети демонстрируют меньшее разнообразие звуков и со временем лепечут всё реже. К началу второго года жизни дети произносят свои первые слова.
Говорение у детей осложняется слишком высоким и передним положением гортани, которая начинает опускаться к возрасту двух лет, позволяя точнее контролировать язык и глотку; сложности с произношением отдельных звуков могут сохраняться до семи лет. Фонологический инвентарь детей, только учащихся говорить, в основном похож, и эти звуки относятся к наиболее частотным в языках мира, однако неизвестно, есть ли причинная связь между этими фактами. Быстрее всего усваиваются звуки, которые чаще встречаются в потоке речи. При этом фонологический инвентарь усваиваемого языка может слегка изменяться под воздействием различных факторов, от анатомических до культурных; например, сочетания некоторых звуков вызывают коартикуляцию, которая, в свою очередь, меняет восприятие звуков и их понятность.

### Комментарии
1. ↑  Stanford Phonology Archive
2. ↑  UCLA Phonological Segment Inventory Database

### Сноски
1. 1 2 3 4 5  Moran, 2019, What Is a Phonological Inventory?.
2. 1 2 3 4 5  Moran, 2019, Concepts and Confounds.
3. 1 2 3  Odden, 2013, p. 206.
4. ↑  Odden, 2013, p. 207.
5. 1 2 3 4  Moran, 2019, Quantitative Investigations.
6. 1 2 3 4 5 6 7 8 9  Moran, 2019, Ontogenesis.